# Rębielice Królewskie
Rębielice Królewskie ist ein Dorf in der Woiwodschaft Schlesien im Powiat Kłobucki in der Gmina Popów in Polen mit etwa 850 Einwohnern. 
Der Ort liegt etwa 7 km südwestlich Popów, 11 km nordwestlich Kłobuck und 84 km nördlich der Woiwodschaftshauptstadt Katowice. 
In den Jahren 1975–1998 gehörte die Stadt zur Woiwodschaft Częstochowa.

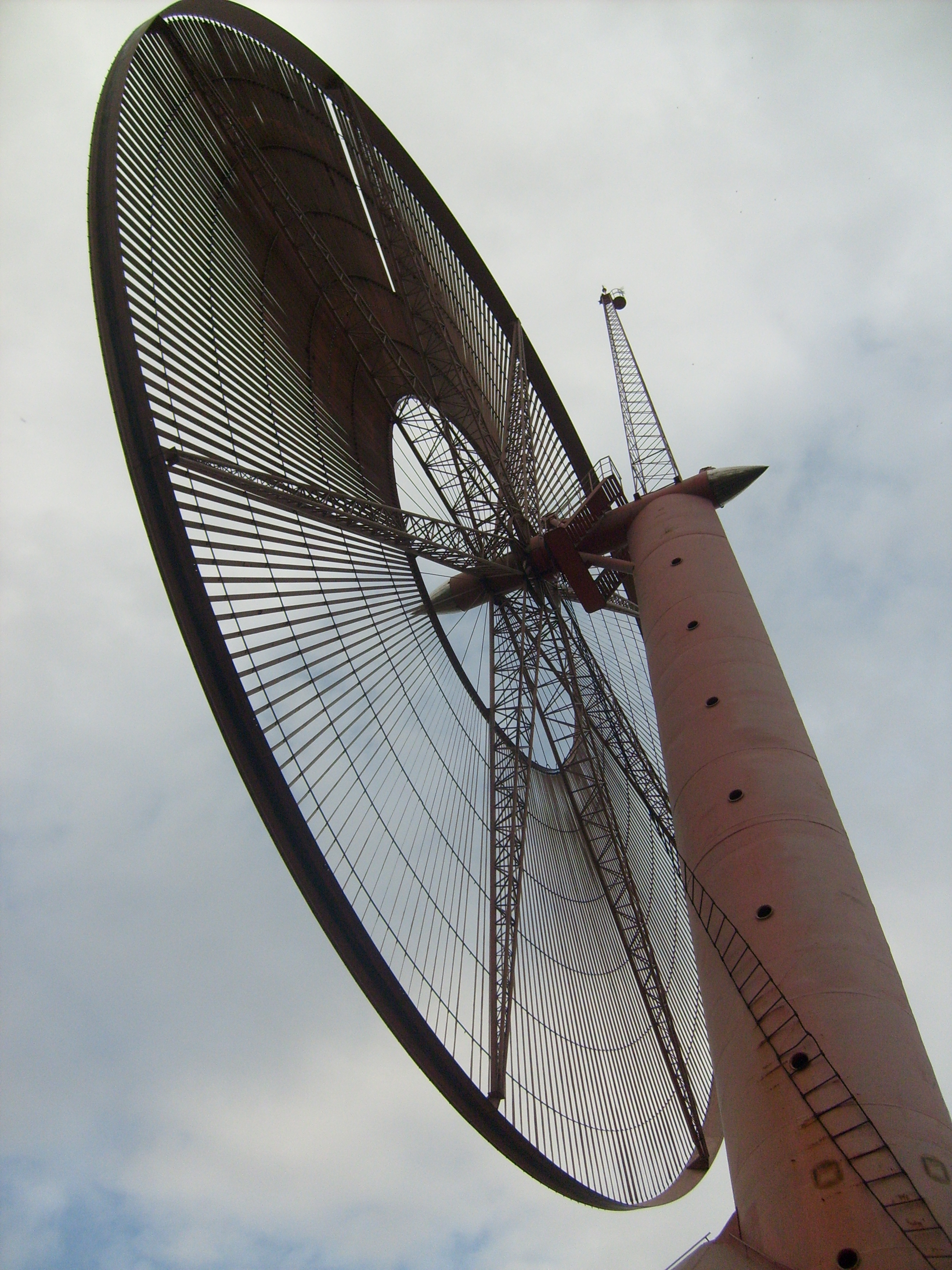
Windkraftanlage in Rebielice Krolewskie